# Idotea
Idotea ist der Name einer Gattung von marinen Asseln in der (Familie Idoteidae), die (als Meerasseln) vorwiegend in flachen, küstennahen Gebieten kühler Meere verbreitet sind.
Ihr Körper ist abgeplattet, hat sieben Beinpaare an den Körpersegmenten und ein flaches Endsegment, letzteres ist für die Artbestimmung wichtig.
Viele Meerasseln leben auf und von (auch absterbenden) Seegräsern und Algen (z. B. Blasentang (Fucus vesiculosus)).

## Arten (Auswahl)

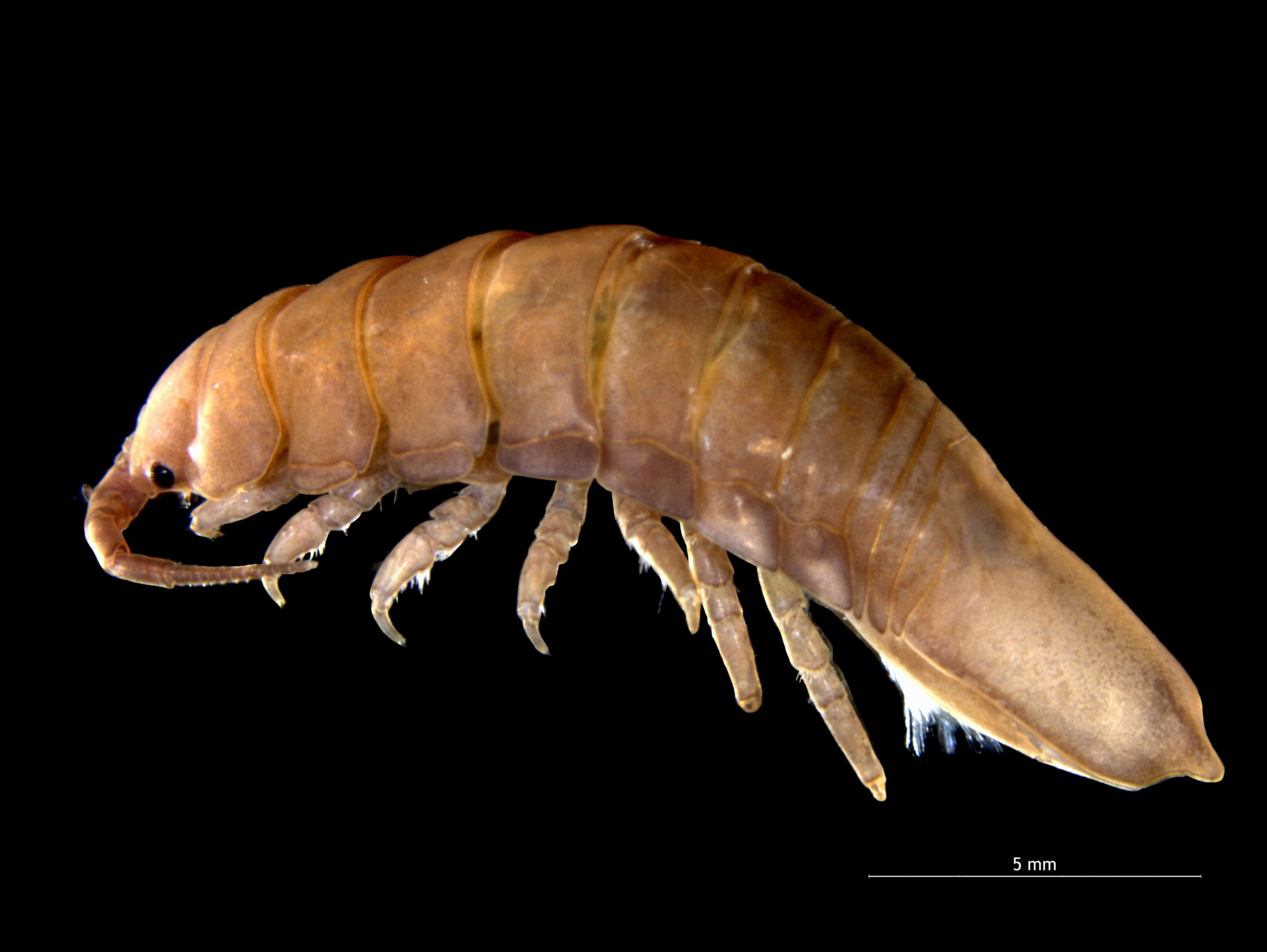
Idotea granulosa (Idotea granulosa)

- Idotea balthica – Dreispitzige Meerassel (auch „Baltische Meerassel“)
- Idotea chelpis (Synonym: Idotea viridis) – Krallenfüssige Meerassel
- Idotea emarginata
- Idotea granulosa – Körnige Meerassel

Abgetrennt:
- Pentidotea wosnesenskii (früher Idotea wosnesenskii)[1] mit assiziiertem Virus Idotea-Virus IWaV278.